# Cindy Eckert
Cynthia L. „Cindy” Eckert (ur. 27 października 1965 w Evanston) – amerykańska wioślarka. Srebrna medalistka olimpijska z Barcelony.
Zawody w 1992 były jej drugimi igrzyskami olimpijskimi, debiutowała w 1988. Medal zdobyła w czwórce bez sternika, płynęła wspólnie z Shelagh Donohoe, Amy Fuller i Carol Feeney. Na mistrzostwach świata zdobyła dwa srebrne medale – w 1990 w ósemce, w 1991 w czwórce bez sternika. 
Jej mąż Jack Rusher także  był wioślarzem i medalistą olimpijskim.